# Niamh Hyland
Niamh Hyland ist eine irische Juristin. Sie war zunächst als Barrister (Rechtsanwältin) tätig und von 2019 bis 2024 Richterin am High Court und seit 2024 Richterin am irischen Court of Appeal.

## Leben und Wirken
Hyland studierte am Trinity College Dublin Rechtswissenschaften und erwarb neben dem dortigen Abschluss auch einen Bachelor of Civil Law an der Universität Oxford. Nachfolgend wurde sie am King’s Inns zur Rechtsanwältin ausgebildet und 1994 als Barrister zur Rechtsanwaltschaft zugelassen. 2012 wurde sie zur Senior Counsel ernannt.
Sie war zunächst Professorin für Europarecht am Trinity College in Dublin mit Unterstützung des Jean-Monnet-Programms. Als wissenschaftliche Mitarbeiterin (référendaire) unterstützte Hyland Richter Donal Barrington am Europäischen Gericht erster Instanz.
Am 2. Dezember 2019 wurde sie zur Richterin am High Court. und wechselte zum 4. Juli 2024 zum Court of Appeal.
Sie ist seit 1997 mit dem Musiker und Filmemacher Nick Kelly verheiratet, dessen Vater der Fine Gael-Politiker John M. Kelly (1931–1991) war.